# Луцій Доміцій Агенобарб (консул 16 року до н. е.)
Луцій Доміцій Агенобарб (49 рік до н. е. — 25 рік н. е.) — політичний та військовий діяч Римської імперії, консул 16 року до н. е.

## Життєпис
Походив з роду нобілів Доміціїв. Син Гнея Доміція Агенобарба, консула 32 року до н. е., та Емілії Лепіди. Його батько був одним з найвпливовіших прихильників Марка Антонія.
У 37 році до н. е. з метою зміцнення політичного союзу тріумвірів Луцій Доміцій Агенобарб був заручений з Антонією Старшою, донькою Антонія і небогою Октавіана Августа. Одруження відбулося вже після смерті Антонія, десь у 25—24 роках до н. е. У 29 році до н. е. отримав звання патриція згідно із законом Сенія. У 22 році до н. е. обіймав посаду еділа, а у 19 році до н. е. був претором. У 16 році до н. е. Агенобарба обрано консулом разом з Публієм Корнелієм Сципіоном. Під час претури та консулату влаштовував міми за участю римських вершників й матрон, звірині цькування у кожному кварталі міста, а також гладіаторський бій, настільки кривавий, що Октавіан Август у своєму едикті висловив Агенобарбові осуд. У 12 році до н. е. виконував обов'язки проконсула провінції Африка.
У 2 році до н. е. Луція Доміція призначено намісником Ілліріка. Тут він перешкодив масовому переселенню племені германдурів й розселив їх на території маркоманнів, потім перейшов Ельбу, не зустрівши опору, уклав союз з місцевими племенами і встановив вівтар Августа на березі річки. Надалі Агенобарб був переведений до Германії, де у 1 році н. е. проклав шлях через болота між річками Рейном і Емсомом (так звані довгі гаті). Домагався повернення вигнанців-херусків, однак зазнав військової невдачі. Після повернення до Риму отримав тріумф.
З 14 року до н. е. Луцій Доміцій Агенобарб став членом колегії арвальських братів. У заповіті Августа був призначений виконувачем духівниці.

## Родина
Дружина — Антонія Старша
Діти:
- Доміція Лепіда Старша
- Луцій Доміцій Агенобарб, легат 1 року н. е.
- Доміція Молодша
- Гней Доміцій Агенобарб, консул 32 року н. е.
- Доміція Лепіда